# Guy Burgess
Pour les articles homonymes, voir Burgess.

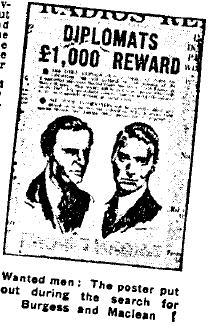
Fiche de recherche du FBI de Guy Burgess et Donald McLean.

Guy Francis de Moncy Burgess, né le 16 avril 1911 dans le Devon et mort le 30 août 1963 à Moscou, était un membre du Secret Intelligence Service recruté comme agent par les services soviétiques (noms de code : Mädchen, Hicks). Il appartenait au groupe d'espions connu sous le nom des Cinq de Cambridge qui trahirent leur pays pendant la guerre froide. Burgess transmit notamment des documents secrets britanniques et aida un autre agent soviétique, Kim Philby, à rejoindre à son tour le SIS.

## Biographie
Guy Burgess naît à Devonport au Royaume-Uni. Il est le fils aîné du commandant Malcolm Kingsford de Moncy Burgess RN[pas clair]. Après un an à Eton, il entre au Britannia Royal Naval College à Dartmouth, où il reste deux ans. En raison de sa mauvaise vue, il retourne à Eton à l'âge de seize ans. La dernière année de sa scolarité à Eton, il obtient les prix Rosebery et Gladstone en histoire, ainsi qu'une bourse pour le Trinity College à Cambridge. Il étudie ensuite l'histoire à Cambridge. Il fait partie du groupe des Cambridge Apostles à l'époque marqué par le marxisme, où il côtoie Anthony Blunt, homosexuel comme lui et développant ses relations avec l'Homintern. 
Il travaille ensuite pour The Times et à la BBC où il couvre les nouvelles parlementaires. Il se fait remarquer par ses outrances et par sa tendance à l'alcoolisme. Il passe quelque temps en Espagne pendant la guerre civile. Très proche du groupe de Bloomsbury et, notamment de l’économiste John Maynard Keynes, il est l'ami à Cambridge de Julian Bell, neveu de Virginia Woolf qui, parti comme volontaire ambulancier chez les Républicains, est tué à la bataille de Brunete, à l'âge de vingt-neuf ans. Burgess est affecté par la mort de son ami. 
En janvier 1939, Guy Burgess est employé à la section D du SIS grâce à l'aide de David Footman, chef-adjoint du renseignement politique (section I) du MI6. Cette section créée en 1938 est un département spécialisé dans les coups tordus (D pour « Destruction »). Cette section n'avait pas vocation à agir en temps de paix contre l'Allemagne : elle devait préparer la guerre.
Le groupe des Cinq de Cambridge se divise ensuite sur les conséquences du pacte Molotov-Ribbentrop qui compromet leurs idéaux de gauche. Guy Burgess fait partie du SIS en 1939-1941 ; il y fait entrer Kim Philby. Il retourne à la BBC ensuite où il traite de propagande de guerre. 
Il devient après la guerre secrétaire du ministre d'État aux Affaires étrangères, Hector McNeil, et transmet des documents secrets du Foreign Office au KGB. Il est nommé en 1947 à l'ambassade de Washington, où ses débordements privés font jaser. Il partage un appartement avec Philby, censé le surveiller, et insulte à un dîner la femme d'un agent de la CIA de haut rang. 
Lorsque Donald Maclean est soupçonné d'espionnage pour le compte de l'URSS en 1951, il l'accompagne à Moscou, alors que lui-même n'est pas encore soupçonné. Leur exfiltration est arrangée par leur officier traitant, Youri Modine. Burgess ne s'adapte pas à la vie soviétique, malgré les privilèges dont il dispose. Maclean s'y plaît et fait venir sa femme et ses enfants en 1953. Burgess quant à lui doit réprimer ses aventures, même si l'État lui arrange une relation avec un amant, le code pénal soviétique réprimant à l'époque l'homosexualité. Contrairement à ses autres amis, il rechigne à apprendre le russe et se fait livrer ses costumes directement de Savile Row.
Guy Burgess sombre dans l'alcoolisme et il en meurt à l'âge de cinquante-deux ans.

## Chronologie
Il naît dans une famille de militaires en 1910. En 1930, il entre au Trinity College de l'université de Cambridge, où il fait partie de la société secrète des Cambridge Apostles et a des relations homosexuelles avec Anthony Blunt. Recruté par Kim Philby, il recrute à son tour Donald Maclean.
En 1936, il devient journaliste à la BBC avant d’être recruté en 1938 par le MI6. Il y fait entrer deux ans plus tard Kim Philby.
En 1941, il retourne à la BBC où il se lie d'amitié avec George Orwell.
En 1946, il devient assistant personnel de Hector McNeil, ministre d'État du Foreign Office, il a accès aux rapports du Joint Intelligence Committee.
En 1951, il s'enfuit à Moscou avec Donald Maclean et décède en 1963 à Moscou, après avoir sombré dans l'alcoolisme.

## Postérité
Anthony Blunt révèle dans ses Mémoires accessibles au public depuis le 22 juillet 2009 que Burgess était une personne extraordinairement persuasive qui eut de longues conversations avec lui pour le convaincre de faire partie de son cercle d'espions. Bien qu'ils aient partagé une maison et qu'ils aient les mêmes orientations sexuelles, ils n'eurent pas de liaison. Blunt blâme la défection de Burgess qui n'a pas mesuré les conséquences que cette décision déclencherait pour ses amis.
La conséquence immédiate de ce départ volontaire soulève le doute sur l'identité du troisième homme que fut Philby vis-à-vis de Burgess et Mclean. Il est forcé de quitter le MI6, sans être lui-même arrêté, mais il se décide lui aussi à partir pour Moscou en 1963. Philby dénonce plus tard dans un entretien avec le journaliste et écrivain Philip Knightley, avant de mourir, que le départ de Burgess avait ruiné ses chances de parvenir à la tête du MI6. Le journaliste Borovik, qui écrivit un livre sur l'affaire Philby, soutient que Burgess aurait été piégé par le KGB pour accompagner Maclean à Moscou, avec la promesse jamais tenue qu'il pourrait retourner en Angleterre.
Burgess aurait contacté en 1959 des membres d'une délégation britannique accompagnant Harold Macmillan en visite officielle à Moscou, afin de pouvoir retourner secrètement en Angleterre pour rendre visite à sa mère mourante. Informé par télégramme, l'Attorney general Sir Reginald Manningham-Buller répond qu'il n'y a pas de preuves suffisantes pour établir la trahison de Burgess et mener un procès. La délégation refuse toutefois la demande de Burgess qui ne verra pas sa mère mourir. Macmillan permet une campagne de presse pour dissuader Burgess de passer par la Grande-Bretagne au retour d'un voyage à Cuba en 1963.
Une de ses arrière-petites-nièces épouse le petit-fils de Donald Maclean dans l'Ohio en 1983.
Son corps repose au cimetière de West Meon dans le Hampshire.

## Littérature
- Les Pièges de l'exil, roman policier de Philip Kerr, Seuil, 2017  (ISBN 978-2021339932), met en scène deux des Cinq de Cambridge (Anthony Blunt et Guy Burgess) aux côtés d'un autre espion célèbre : le romancier Somerset Maugham.
- Le livre de Jean-Marc Siroën, Mr Keynes et les extravagants. T.2: Cambridge la rouge, Librinova, 2021,  (ISBN 9791026280453) qui évoque l'influence marxiste à Cambridge, fait de Guy Burgess un des principaux "extravagants" qui ont croisé la vie de Keynes.

## Filmographie
- Another Country : Histoire d'une trahison (1984), film britannique de Marek Kanievska
- Cambridge Spies (BBC - 2003), mini-série britannique réalisée par Tim Fywell, écrite par Peter Moffat, avec Tom Hollander dans le rôle de Burgess.